# Jo pour Jonathan

Jo pour Jonathan est un film québécois réalisé en 2010 par Maxime Giroux. 

## Synopsis
Jonathan, un jeune homme joueur, téméraire et sensible, suit les traces de son frère aîné, Thomas. Il veut comme lui avoir son permis de conduire et posséder une voiture. Il l’accompagne un peu partout, cherchant son approbation et son soutien. Un soir, après avoir échoué à son examen de conduite, Jonathan emprunte sans permission la voiture de Thomas. Il se rend dans un quartier industriel et participe à une course illégale, qu’il perd. Sans argent pour payer, il prend la fuite.
Le coureur qui l’a battu le retrouve et veut son argent. Thomas apprend la nouvelle. Le cœur à la bonne place, il décide de courser en compagnie de Jonathan pour rembourser sa dette. Mais la course tourne au drame. Thomas se retrouve brûlé et défiguré, tandis que Jonathan s’en sort indemne.
Miraculé, croyant être invincible, Jonathan commence alors à errer, à chercher un sens à ce qu’il vient de vivre. Le tout se complique lorsque Thomas lui demande de le tuer.
Tragédie en deux temps, Jo pour Jonathan trace le portrait d’un amour fraternel condamné au pire. Une vision dure et tendre, réaliste et poétique sur l’adolescence et la frontière immatérielle qui la sépare de l’âge adulte.

## Fiche technique
- Format de tournage : super 16 mm
- Format final : 35 mm
- Format 1:78 ; Dolby SR-D
- Genre : Drame
- Durée : 78 min 51 s
- Année de production : 2010
- Date de sortie en salles : 18 mars 2011
- Production: Nouveau Film en association avec Reprise Films Inc.
- Réalisateur : Maxime Giroux
- Scénaristes : Alexandre Laferrière, Maxime Giroux
- Producteurs : Paul Barbeau, Maxime Giroux
- Producteur exécutif : Paul Barbeau
- Directrice de production : Michelle Quinn
- Directrice photo : Sara Mishara
- Montage : Mathieu Bouchard-Malo
- Musique : Olivier Alary, Tindersticks, Junior Boys, Lucas Teague.
- Stylisme : Patricia McNeil

## Distribution
- Raphaël Lacaille : Jonathan
- Jean-Sébastien Courchesne : Thomas
- Jean-Alexandre Létourneau : Samuel
- Vanessa Pilon : Alexandra
- Andrée Vachon : la mère

## Festivals – Prix
- Festival de Locarno (première mondiale) : nommé dans la catégorie Filmmakers of the Present Competition
- Festival de Reykjavik
- Festival de Moncton
- Festival de Varsovie
- Festival de Namur
- Cinéma du Québec à Paris : représentant de la SODEC
- Festival de Sao Paulo
- Festival du Nouveau Cinéma (Montréal) : Prix de l’AQCC (Association Québécoise des Critiques de Cinéma) du meilleur film de la * sélection internationale
- Whistler Film Festival : Prix du meilleur acteur à Raphaël Lacaille
- Festival international du film de Thessalonique : Cinema And City Award
- Rendez-Vous du Cinéma québécois : Prix Gilles Carle du meilleur premier ou second long métrage
- Miami International Film Festival (première américaine)